# MegaCAD
MegaCAD – program do komputerowego wspomagania projektowania produkowany przez niemiecką firmę Megatech Software GmbH. MegaCAD jest programem umożliwiającym przede wszystkim tworzenie projektów technicznych, rysunków dwuwymiarowych i modeli bryłowo-powierzchniowych. Dodatkowe aplikacje zewnętrzne przystosowują go do zarządzania różnego rodzaju sieciami: terenowymi lub znajdującymi się wewnątrz budynku. Położenie elementów sieci definiuje się w sposób graficzny (w programie MegaCAD), a ich parametry techniczne - w bazie danych (np. Access). MegaCAD może również służyć jako deska kreślarska, wykorzystywana przez zewnętrzny program obliczeniowy do prezentacji wyników w postaci graficznej. Zastosowano dwukierunkową konwersję plików graficznych w formatach: DXF, DWG, CDL, HPGL, IGES. Program umożliwia również prostą edycję plików rastrowych jak również tworzenie rysunków hybrydowych (wektorowo-pikslowych).